# Saint-Alphonse-de-Granby
Saint-Alphonse-de-Granby es un municipio de la provincia de Quebec, Canadá. Está ubicado en el municipio regional de condado de La Haute-Yamaska y a su vez, en la región administrativa de Montérégie. Hace parte de las circunscripciones electorales de Brome-Missisquoi a nivel provincial y de Shefford a nivel federal.

## Geografía
Saint-Alphonse-de-Granby se encuentra ubicada en las coordenadas 45°20′00″N 72°49′00″O / 45.33333, -72.81667. Según Statistics Canada, tiene una superficie total de 49,93 km² y es una de las 1134 localidades en las que está dividido administrativamente el territorio de la provincia de Quebec.

## Demografía
Según el censo de Canadá de 2011, había 3125 personas residiendo en este municipio con una densidad de población de 62,6 hab./km². Los datos del censo mostraron que de las 2918 personas censadas en 2006, en 2011 hubo un aumento poblacional de 107 habitantes (7,1%). El número total de inmuebles particulares resultó de 1124 con una densidad de 22,51 inmuebles por km². El número total de viviendas particulares que se encontraban ocupadas por residentes habituales fue de 1104.